# Elezioni presidenziali in Senegal del 2012
Le elezioni presidenziali in Senegal del 2012 si tennero il 26 febbraio e il 25 marzo.

## Risultati
| Candidati             | Partiti                                  | I turno   | I turno | II turno  | II turno |
| Candidati             | Partiti                                  | Voti      | %       | Voti      | %        |
| --------------------- | ---------------------------------------- | --------- | ------- | --------- | -------- |
| Macky Sall            | Alleanza per la Repubblica               | 719 367   | 26,58   | 1 909 244 | 65,80    |
| Abdoulaye Wade        | Partito Democratico Senegalese           | 942 327   | 34,81   | 992 556   | 34,20    |
| Moustapha Niasse      | Alleanza delle Forze del Progresso       | 357 330   | 13,20   |           |          |
| Ousmane Tanor Dieng   | Partito Socialista                       | 305 924   | 11,30   |           |          |
| Idrissa Seck          | Rewmi                                    | 212 853   | 7,86    |           |          |
| Cheikh Bamba Dièye    | Fronte per il Socialismo e la Democrazia | 52 196    | 1,93    |           |          |
| Ibrahima Fall         | Indipendente                             | 48 972    | 1,81    |           |          |
| Cheikh Tidiane Gadio  | Movimento Politico dei Cittadini         | 26 655    | 0,98    |           |          |
| Mor Dieng             | Partito della Speranza                   | 11 402    | 0,42    |           |          |
| Djibril Ngom          | Indipendente                             | 10 207    | 0,38    |           |          |
| Oumar Khassimou Dia   | Partito Umanista Ñaxx Jariñu             | 6 469     | 0,24    |           |          |
| Amsatou Sow Sidibé    | Difesa dei Valori Repubblicani           | 5 167     | 0,19    |           |          |
| Doudou Ndoye          | Unione per la Repubblica                 | 4 566     | 0,17    |           |          |
| Diouma Dieng Diakhaté | Partito di Iniziativa Democratica        | 3 354     | 0,12    |           |          |
| Totale                | Totale                                   | 2 706 789 | 100     | 2 901 800 | 100      |